# Lubieszewo (gromada w powiecie drawskim)
Lubieszewo – dawna gromada, czyli najmniejsza jednostka podziału terytorialnego Polskiej Rzeczypospolitej Ludowej w latach 1954–1972.
Gromady, z gromadzkimi radami narodowymi (GRN) jako organami władzy najniższego stopnia na wsi, funkcjonowały od reformy reorganizującej administrację wiejską przeprowadzonej jesienią 1954 do momentu ich zniesienia z dniem 1 stycznia 1973, tym samym wypierając organizację gminną w latach 1954–1972.
Gromadę Lubieszewo z siedzibą GRN w Lubieszewie utworzono – jako jedną z 8759 gromad na obszarze Polski – w powiecie drawskim w woj. koszalińskim na mocy uchwały nr 43/54 WRN w Koszalinie z dnia 5 października 1954. W skład jednostki weszły obszary dotychczasowych gromad Lubieszewo i Sławno (Stawno) ze zniesionej gminy Złocieniec oraz obszar dotychczasowej gromady Linowo ze zniesionej gminy Drawsko w tymże powiecie. Dla gromady ustalono 9 członków gromadzkiej rady narodowej.
31 grudnia 1959 z gromady Lubieszewo wyłączono wieś Linowo, włączając ją do gromady Mielenko Drawskie w tymże powiecie, po czym gromadę Lubieszewo zniesiono, a jej (pozostały) obszar włączono do gromady Złocieniec tamże.